# ناثانيل مورتون
ناثانيل مورتون (بالإنجليزية: Nathaniel Morton) هو مؤرخ وكاتب أمريكي، ولد في 1613، وتوفي في 29 يونيو 1685.